# Liste der Nummer-eins-Hits in Spanien (2021)
Diese Liste der Nummer-eins-Hits in Spanien im Jahr 2021 basiert auf den offiziellen Charts (Top 100 Canciones + Streaming und Top 100 Álbumes) der Productores de Música de España (Promusicae), der spanischen Landesgruppe der IFPI.

## Singles
| ← 2020 ← | Liste der Nummer-eins-Hits in Spanien | Liste der Nummer-eins-Hits in Spanien                    | Liste der Nummer-eins-Hits in Spanien | 2022 →                    |
| \| Zeitraum \| Wo. ges. \| Interpret \| Titel Autor(en) \| Zusätzliche Informationen \| \| (Zeitraum, Wochen auf Platz eins, Interpret, Titel, Autor[en], zusätzliche Informationen) \| \| \| \| \| \| ----------------------------------------------------------------------------------------- \| -------- \| -------------------------------------------------------- \| --------------------------------------------------------------------------------------------------------------------------------------------------------------------------------------------------------------------------------------------------------------------- \| ------------------------- \| \| 4. Dezember 2020 – 14. Januar 2021 6 Wochen (insgesamt 8) \| 8 \| Bad Bunny & Jhay Cortez \| Dákiti Benito Antonio Martínez Ocasio, Gabriel Armando Mora Quintero, Egbert Enrique Rosa Cintrón, Nydia Laner Yera, Jesús Manuel Nieves Cortez, Marcos Efraín Masís Fernández \| – \| \| 15. Januar 2021 – 11. Februar 2021 4 Wochen \| 4 \| Myke Towers feat. Juhn \| Bandido Orlando Jovani Cepeda Matos, Michael Anthony Torres Monge, José M. Reyes Díaz, Juan Jesús Santana-Lugo, Jorge Hernández Quiles Jr., Sharon Ramírez Lopez, Christian Velez \| – \| \| 12. Februar 2021 – 25. Februar 2021 2 Wochen (insgesamt 6) \| 6 \| Rochy RD feat. Myke Towers & Nicki Nicole \| Ella no es tuya (Remix) Aderli Ramírez Oviedo, José Nicael Arroyo, Michael Anthony Torres Monge, Nicole Denise Cucco, Raymond Nathanael Rivera Bautista \| – \| \| 26. Februar 2021 – 4. März 2021 1 Woche \| 1 \| C. Tangana, Gipsy Kings, Nicolás Reyes & Tonino Baliardo \| Ingobernable Cristian Quirante Catalán, Víctor Manuel Sánchez Martínez, Antón Álvarez Alfaro \| – \| \| 5. März 2021 – 1. April 2021 4 Wochen (insgesamt 6) \| 6 \| Rochy RD feat. Myke Towers & Nicki Nicole \| Ella no es tuya (Remix) Aderli Ramírez Oviedo, José Nicael Arroyo, Michael Anthony Torres Monge, Nicole Denise Cucco, Raymond Nathanael Rivera Bautista \| – \| \| 2. April 2021 – 22. April 2021 3 Wochen \| 3 \| Los Legendarios, Wisin & Jhay Cortez \| Fiel Juan Luis Morera Luna, Egbert Enrique Rosa Cintrón, Marcos Alfonso Ramírez Carrasquillo, Víctor R. Torres Betancourt, Christian Andres Linares-Carrasquillo, Nydia Laner Yera, Jesús Manuel Nieves Cortez, José Osvaldo Cotto Jr., Gabriel Armando Mora Quintero \| – \| \| 23. April 2021 – 20. Mai 2021 4 Wochen \| 4 \| Sebastián Yatra & Myke Towers \| Pareja del año Mauricio Rengifo, Andrés Torres, Orlando Jovani Cepeda Matos, Sebastián Obando Giraldo, Michael Anthony Torres Monge, José M. Reyes Díaz \| – \| \| 21. Mai 2021 – 22. Juli 2021 9 Wochen \| 9 \| Rauw Alejandro \| Todo de ti Rafael Enrique Pabón Navedo, Raul Alejandro Ocasio Ruiz, Luis Jonuel González, Carlos Orlando Navarro Huertas, Eric-Luis Pérez Rovira, José Manuel Collazo Denis \| – \| \| 23. Juli 2021 – 26. August 2021 5 Wochen \| 5 \| Farruko \| Pepas Carlos Efrén Reyes Rosado, Marcos G. Pérez, Andy Bauza, Franklin Jovani Martínez, Keriel Quiroz Sr., Axel Rafael Quezada Fulgencio, José Carlos García, Víctor Alonso Cárdenas Ospina \| – \| \| 27. August 2021 – 7. Oktober 2021 6 Wochen (insgesamt 8) \| 8 \| Zzoilo feat. Aitana \| Mon amour (Remix) Víctor Galindo Bovea, Zoilo Tuñón Rosa, Aitana Ocaña Morales \| – \| \| 8. Oktober 2021 – 11. November 2021 5 Wochen \| 5 \| C. Tangana & Nathy Peluso \| Ateo Antón Álvarez Alfaro, Cristian Quirante Catalán, Natalia Peluso, Víctor Manuel Sánchez Martínez \| – \| \| 12. November 2021 – 2. Dezember 2021 3 Wochen \| 3 \| Rosalía feat. The Weeknd \| La fama Abel Tesfaye, Pablo Díaz-Reixa Diaz, Adam King Feeney, Noah D. Goldstein, Marcos Efraín Masís Fernández, Alejandro Ramírez Suarez, David Andres Rodríguez, Rosalía Vila Tobella, Dylan Patrice Wiggins \| – \| \| 3. Dezember 2021 – 9. Dezember 2021 1 Woche (insgesamt 8) \| 8 \| Zzoilo feat. Aitana \| Mon amour (Remix) Víctor Galindo Bovea, Zoilo Tuñón Rosa, Aitana Ocaña Morales \| – \| \| 10. Dezember 2021 – 23. Dezember 2021 2 Wochen \| 2 \| Bizarrap feat. Morad \| Morad: Bzrp Music Sessions, Vol. 47 Gonzalo Julián Conde, Sohaib Temssamani, Santiago Pablo Exequiel Alvarado, Morad El Khattouti El Hormi \| – \| \| 24. Dezember 2021 – 30. Dezember 2021 1 Woche (insgesamt 8) \| 8 \| Zzoilo feat. Aitana \| Mon amour (Remix) Victor Galindo Bovea, Zoilo Tuñón Rosa, Aitana Ocaña Morales \| – \| \| 31. Dezember 2021 – 6. Januar 2022 1 Woche \| 1 \| Morad \| Pelele Morad El Khattouti El Hormi \| – \| |                                       |                                                          | |                           |
| ← 2020 |                                       |                                                          | | → 2022 →                  |
| Zeitraum | Wo. ges.                              | Interpret                                                | Titel Autor(en) | Zusätzliche Informationen |
| (Zeitraum, Wochen auf Platz eins, Interpret, Titel, Autor[en], zusätzliche Informationen) |                                       |                                                          | |                           |
| 4. Dezember 2020 – 14. Januar 2021 6 Wochen (insgesamt 8) | 8                                     | Bad Bunny & Jhay Cortez                                  | Dákiti Benito Antonio Martínez Ocasio, Gabriel Armando Mora Quintero, Egbert Enrique Rosa Cintrón, Nydia Laner Yera, Jesús Manuel Nieves Cortez, Marcos Efraín Masís Fernández                                                                                        | –                         |
| 15. Januar 2021 – 11. Februar 2021 4 Wochen | 4                                     | Myke Towers feat. Juhn                                   | Bandido Orlando Jovani Cepeda Matos, Michael Anthony Torres Monge, José M. Reyes Díaz, Juan Jesús Santana-Lugo, Jorge Hernández Quiles Jr., Sharon Ramírez Lopez, Christian Velez                                                                                     | –                         |
| 12. Februar 2021 – 25. Februar 2021 2 Wochen (insgesamt 6) | 6                                     | Rochy RD feat. Myke Towers & Nicki Nicole                | Ella no es tuya (Remix) Aderli Ramírez Oviedo, José Nicael Arroyo, Michael Anthony Torres Monge, Nicole Denise Cucco, Raymond Nathanael Rivera Bautista | –                         |
| 26. Februar 2021 – 4. März 2021 1 Woche | 1                                     | C. Tangana, Gipsy Kings, Nicolás Reyes & Tonino Baliardo | Ingobernable Cristian Quirante Catalán, Víctor Manuel Sánchez Martínez, Antón Álvarez Alfaro | –                         |
| 5. März 2021 – 1. April 2021 4 Wochen (insgesamt 6) | 6                                     | Rochy RD feat. Myke Towers & Nicki Nicole                | Ella no es tuya (Remix) Aderli Ramírez Oviedo, José Nicael Arroyo, Michael Anthony Torres Monge, Nicole Denise Cucco, Raymond Nathanael Rivera Bautista | –                         |
| 2. April 2021 – 22. April 2021 3 Wochen | 3                                     | Los Legendarios, Wisin & Jhay Cortez                     | Fiel Juan Luis Morera Luna, Egbert Enrique Rosa Cintrón, Marcos Alfonso Ramírez Carrasquillo, Víctor R. Torres Betancourt, Christian Andres Linares-Carrasquillo, Nydia Laner Yera, Jesús Manuel Nieves Cortez, José Osvaldo Cotto Jr., Gabriel Armando Mora Quintero | –                         |
| 23. April 2021 – 20. Mai 2021 4 Wochen | 4                                     | Sebastián Yatra & Myke Towers                            | Pareja del año Mauricio Rengifo, Andrés Torres, Orlando Jovani Cepeda Matos, Sebastián Obando Giraldo, Michael Anthony Torres Monge, José M. Reyes Díaz | –                         |
| 21. Mai 2021 – 22. Juli 2021 9 Wochen | 9                                     | Rauw Alejandro                                           | Todo de ti Rafael Enrique Pabón Navedo, Raul Alejandro Ocasio Ruiz, Luis Jonuel González, Carlos Orlando Navarro Huertas, Eric-Luis Pérez Rovira, José Manuel Collazo Denis                                                                                           | –                         |
| 23. Juli 2021 – 26. August 2021 5 Wochen | 5                                     | Farruko                                                  | Pepas Carlos Efrén Reyes Rosado, Marcos G. Pérez, Andy Bauza, Franklin Jovani Martínez, Keriel Quiroz Sr., Axel Rafael Quezada Fulgencio, José Carlos García, Víctor Alonso Cárdenas Ospina                                                                           | –                         |
| 27. August 2021 – 7. Oktober 2021 6 Wochen (insgesamt 8) | 8                                     | Zzoilo feat. Aitana                                      | Mon amour (Remix) Víctor Galindo Bovea, Zoilo Tuñón Rosa, Aitana Ocaña Morales | –                         |
| 8. Oktober 2021 – 11. November 2021 5 Wochen | 5                                     | C. Tangana & Nathy Peluso                                | Ateo Antón Álvarez Alfaro, Cristian Quirante Catalán, Natalia Peluso, Víctor Manuel Sánchez Martínez | –                         |
| 12. November 2021 – 2. Dezember 2021 3 Wochen | 3                                     | Rosalía feat. The Weeknd                                 | La fama Abel Tesfaye, Pablo Díaz-Reixa Diaz, Adam King Feeney, Noah D. Goldstein, Marcos Efraín Masís Fernández, Alejandro Ramírez Suarez, David Andres Rodríguez, Rosalía Vila Tobella, Dylan Patrice Wiggins                                                        | –                         |
| 3. Dezember 2021 – 9. Dezember 2021 1 Woche (insgesamt 8) | 8                                     | Zzoilo feat. Aitana                                      | Mon amour (Remix) Víctor Galindo Bovea, Zoilo Tuñón Rosa, Aitana Ocaña Morales | –                         |
| 10. Dezember 2021 – 23. Dezember 2021 2 Wochen | 2                                     | Bizarrap feat. Morad                                     | Morad: Bzrp Music Sessions, Vol. 47 Gonzalo Julián Conde, Sohaib Temssamani, Santiago Pablo Exequiel Alvarado, Morad El Khattouti El Hormi | –                         |
| 24. Dezember 2021 – 30. Dezember 2021 1 Woche (insgesamt 8) | 8                                     | Zzoilo feat. Aitana                                      | Mon amour (Remix) Victor Galindo Bovea, Zoilo Tuñón Rosa, Aitana Ocaña Morales | –                         |
| 31. Dezember 2021 – 6. Januar 2022 1 Woche | 1                                     | Morad                                                    | Pelele Morad El Khattouti El Hormi | –                         |

## Alben
| ← 2020 ← | Liste der Nummer-eins-Hits in Spanien | Liste der Nummer-eins-Hits in Spanien | Liste der Nummer-eins-Hits in Spanien | 2022 →                    |
| \| Zeitraum \| Wo. ges. \| Interpret \| Titel \| Zusätzliche Informationen \| \| (Zeitraum, Wochen auf Platz eins, Interpret, Titel, zusätzliche Informationen) \| \| \| \| \| \| ------------------------------------------------------------------------------ \| -------- \| ----------------- \| ----------------------------------- \| ------------------------- \| \| 11. Dezember 2020 – 7. Januar 2021 4 Wochen \| 4 \| Pablo Alborán \| Vértigo \| – \| \| 8. Januar 2021 – 21. Januar 2021 2 Wochen \| 2 \| Aitana \| 11 razones \| – \| \| 22. Januar 2021 – 4. Februar 2021 2 Wochen \| 2 \| Anuel AA & Ozuna \| Los Dioses \| – \| \| 5. Februar 2021 – 11. Februar 2021 1 Woche \| 1 \| Angelus Apatrida \| Angelus Apatrida \| – \| \| 12. Februar 2021 – 25. Februar 2021 2 Wochen \| 2 \| Dua Lipa \| Future Nostalgia \| – \| \| 26. Februar 2021 – 15. April 2021 7 Wochen (insgesamt 11) \| 11 \| C. Tangana \| El Madrileño \| – \| \| 16. April 2021 – 22. April 2021 1 Woche \| 1 \| Love of Lesbian \| V.E.H.N (Viaje épico hacia la nada) \| – \| \| 23. April 2021 – 29. April 2021 1 Woche (insgesamt 11) \| 11 \| C. Tangana \| El Madrileño \| – \| \| 30. April 2021 – 6. Mai 2021 1 Woche \| 1 \| Robe \| Mayéutica \| – \| \| 7. Mai 2021 – 13. Mai 2021 1 Woche (insgesamt 11) \| 11 \| C. Tangana \| El Madrileño \| – \| \| 14. Mai 2021 – 20. Mai 2021 1 Woche \| 1 \| Sinapsis \| Chica sobresalto \| – \| \| 21. Mai 2021 – 3. Juni 2021 2 Wochen \| 2 \| Olivia Rodrigo \| Sour \| – \| \| 4. Juni 2021 – 10. Juni 2021 1 Woche \| 1 \| Fangoria \| Existencialismo Pop \| – \| \| 11. Juni 2021 – 17. Juni 2021 1 Woche (insgesamt 11) \| 11 \| C. Tangana \| El Madrileño \| – \| \| 18. Juni 2021 – 24. Juni 2021 1 Woche \| 1 \| Helloween \| Helloween \| – \| \| 25. Juni 2021 – 1. Juli 2021 1 Woche (insgesamt 8) \| 8 \| Rauw Alejandro \| Vice versa \| – \| \| 2. Juli 2021 – 8. Juli 2021 1 Woche \| 1 \| Lola Indigo \| La niña \| – \| \| 9. Juli 2021 – 15. Juli 2021 1 Woche (insgesamt 8) \| 8 \| Rauw Alejandro \| Vice versa \| – \| \| 16. Juli 2021 – 22. Juli 2021 1 Woche \| 1 \| Morat \| ¿A dónde vamos? \| – \| \| 23. Juli 2021 – 29. Juli 2021 1 Woche (insgesamt 8) \| 8 \| Rauw Alejandro \| Vice versa \| – \| \| 30. Juli 2021 – 5. August 2021 1 Woche \| 1 \| Billie Eilish \| Happier Than Ever \| – \| \| 6. August 2021 – 2. September 2021 4 Wochen (insgesamt 8) \| 8 \| Rauw Alejandro \| Vice versa \| – \| \| 3. September 2021 – 9. September 2021 1 Woche \| 1 \| Iron Maiden \| Senjutsu \| – \| \| 10. September 2021 – 16. September 2021 1 Woche \| 1 \| Mago de Oz \| Bandera negra \| – \| \| 17. September 2021 – 23. September 2021 1 Woche \| 1 \| J Balvin \| José \| – \| \| 24. September 2021 – 14. Oktober 2021 3 Wochen \| 3 \| Fito y Fitipaldis \| Cada vez cadáver \| – \| \| 15. Oktober 2021 – 21. Oktober 2021 1 Woche \| 1 \| Coldplay \| Music of the Spheres \| – \| \| 22. Oktober 2021 – 28. Oktober 2021 1 Woche \| 1 \| Malú \| Mil batallas \| – \| \| 29. Oktober 2021 – 4. November 2021 1 Woche \| 1 \| Ed Sheeran \| = \| – \| \| 5. November 2021 – 11. November 2021 1 Woche \| 1 \| Melendi \| Likes y cicatrices \| – \| \| 12. November 2021 – 18. November 2021 1 Woche \| 1 \| Dani Martín \| No, no vuelve \| – \| \| 19. November 2021 – 25. November 2021 1 Woche \| 1 \| Adele \| 30 \| – \| \| 26. November 2021 – 2. Dezember 2021 1 Woche \| 1 \| Vetusta Morla \| Cable a tierra \| – \| \| 3. Dezember 2021 – 9. Dezember 2021 1 Woche \| 1 \| Leiva \| Cuando te muerdes el labio \| – \| \| 10. Dezember 2021 – 13. Januar 2022 5 Wochen \| 5 \| Alejandro Sanz \| Sanz \| – \| |                                       |                                       |                                       |                           |
| ← 2020 |                                       |                                       |                                       | → 2022 →                  |
| Zeitraum | Wo. ges.                              | Interpret                             | Titel                                 | Zusätzliche Informationen |
| (Zeitraum, Wochen auf Platz eins, Interpret, Titel, zusätzliche Informationen) |                                       |                                       |                                       |                           |
| 11. Dezember 2020 – 7. Januar 2021 4 Wochen | 4                                     | Pablo Alborán                         | Vértigo                               | –                         |
| 8. Januar 2021 – 21. Januar 2021 2 Wochen | 2                                     | Aitana                                | 11 razones                            | –                         |
| 22. Januar 2021 – 4. Februar 2021 2 Wochen | 2                                     | Anuel AA & Ozuna                      | Los Dioses                            | –                         |
| 5. Februar 2021 – 11. Februar 2021 1 Woche | 1                                     | Angelus Apatrida                      | Angelus Apatrida                      | –                         |
| 12. Februar 2021 – 25. Februar 2021 2 Wochen | 2                                     | Dua Lipa                              | Future Nostalgia                      | –                         |
| 26. Februar 2021 – 15. April 2021 7 Wochen (insgesamt 11) | 11                                    | C. Tangana                            | El Madrileño                          | –                         |
| 16. April 2021 – 22. April 2021 1 Woche | 1                                     | Love of Lesbian                       | V.E.H.N (Viaje épico hacia la nada)   | –                         |
| 23. April 2021 – 29. April 2021 1 Woche (insgesamt 11) | 11                                    | C. Tangana                            | El Madrileño                          | –                         |
| 30. April 2021 – 6. Mai 2021 1 Woche | 1                                     | Robe                                  | Mayéutica                             | –                         |
| 7. Mai 2021 – 13. Mai 2021 1 Woche (insgesamt 11) | 11                                    | C. Tangana                            | El Madrileño                          | –                         |
| 14. Mai 2021 – 20. Mai 2021 1 Woche | 1                                     | Sinapsis                              | Chica sobresalto                      | –                         |
| 21. Mai 2021 – 3. Juni 2021 2 Wochen | 2                                     | Olivia Rodrigo                        | Sour                                  | –                         |
| 4. Juni 2021 – 10. Juni 2021 1 Woche | 1                                     | Fangoria                              | Existencialismo Pop                   | –                         |
| 11. Juni 2021 – 17. Juni 2021 1 Woche (insgesamt 11) | 11                                    | C. Tangana                            | El Madrileño                          | –                         |
| 18. Juni 2021 – 24. Juni 2021 1 Woche | 1                                     | Helloween                             | Helloween                             | –                         |
| 25. Juni 2021 – 1. Juli 2021 1 Woche (insgesamt 8) | 8                                     | Rauw Alejandro                        | Vice versa                            | –                         |
| 2. Juli 2021 – 8. Juli 2021 1 Woche | 1                                     | Lola Indigo                           | La niña                               | –                         |
| 9. Juli 2021 – 15. Juli 2021 1 Woche (insgesamt 8) | 8                                     | Rauw Alejandro                        | Vice versa                            | –                         |
| 16. Juli 2021 – 22. Juli 2021 1 Woche | 1                                     | Morat                                 | ¿A dónde vamos?                       | –                         |
| 23. Juli 2021 – 29. Juli 2021 1 Woche (insgesamt 8) | 8                                     | Rauw Alejandro                        | Vice versa                            | –                         |
| 30. Juli 2021 – 5. August 2021 1 Woche | 1                                     | Billie Eilish                         | Happier Than Ever                     | –                         |
| 6. August 2021 – 2. September 2021 4 Wochen (insgesamt 8) | 8                                     | Rauw Alejandro                        | Vice versa                            | –                         |
| 3. September 2021 – 9. September 2021 1 Woche | 1                                     | Iron Maiden                           | Senjutsu                              | –                         |
| 10. September 2021 – 16. September 2021 1 Woche | 1                                     | Mago de Oz                            | Bandera negra                         | –                         |
| 17. September 2021 – 23. September 2021 1 Woche | 1                                     | J Balvin                              | José                                  | –                         |
| 24. September 2021 – 14. Oktober 2021 3 Wochen | 3                                     | Fito y Fitipaldis                     | Cada vez cadáver                      | –                         |
| 15. Oktober 2021 – 21. Oktober 2021 1 Woche | 1                                     | Coldplay                              | Music of the Spheres                  | –                         |
| 22. Oktober 2021 – 28. Oktober 2021 1 Woche | 1                                     | Malú                                  | Mil batallas                          | –                         |
| 29. Oktober 2021 – 4. November 2021 1 Woche | 1                                     | Ed Sheeran                            | =                                     | –                         |
| 5. November 2021 – 11. November 2021 1 Woche | 1                                     | Melendi                               | Likes y cicatrices                    | –                         |
| 12. November 2021 – 18. November 2021 1 Woche | 1                                     | Dani Martín                           | No, no vuelve                         | –                         |
| 19. November 2021 – 25. November 2021 1 Woche | 1                                     | Adele                                 | 30                                    | –                         |
| 26. November 2021 – 2. Dezember 2021 1 Woche | 1                                     | Vetusta Morla                         | Cable a tierra                        | –                         |
| 3. Dezember 2021 – 9. Dezember 2021 1 Woche | 1                                     | Leiva                                 | Cuando te muerdes el labio            | –                         |
| 10. Dezember 2021 – 13. Januar 2022 5 Wochen | 5                                     | Alejandro Sanz                        | Sanz                                  | –                         |

## Jahreshitparaden
| ← 2020 ← | Liste der Nummer-eins-Hits in Spanien | Liste der Nummer-eins-Hits in Spanien | Liste der Nummer-eins-Hits in Spanien | 2022 →   |
| \| Singles \| Position# \| Alben \| \| --------------------------------------------------------------------------------------------------------------------------------------------------------------------------------------------------------------------------------------------- \| --------- \| ---------------------------------- \| \| Todo de ti Rauw Alejandro Rafael Enrique Pabón Navedo, Raul Alejandro Ocasio Ruiz, Luis Jonuel González, Carlos Orlando Navarro Huertas, Eric-Luis Pérez Rovira, José Manuel Collazo Denis \| 1 \| El Madrileño C. Tangana \| \| Pareja del año Sebastián Yatra & Myke Towers Mauricio Rengifo, Andrés Torres, Orlando Jovani Cepeda Matos, Sebastián Obando Giraldo, Michael Anthony Torres Monge, José M. Reyes Díaz \| 2 \| Mis manos Camilo \| \| Tiroteo (Remix) Marc Seguí feat. Rauw Alejandro y Pol Granch Evann Abel Narcisse Lacour, Jorge Emmanuel Pizzaro Ruiz, José Manuel Collazo Denis, Andrés Goiburu Fernández, Pablo Grandjean Saez, Marc Seguí Cordero, Xavier Bofill Pérez \| 3 \| Future Nostalgia Dua Lipa \| \| Tú me dejaste de querer C. Tangana feat. Niño de Elche & la Húngara Cristian Quirante Catalán, Javier Rodríguez de Antonio, Juan Antonio Jiménez Muñoz, Antón Álvarez Alfaro \| 4 \| Sanz Alejandro Sanz \| \| Pepas Farruko Carlos Efrén Reyes Rosado, Marcos G. Pérez, Andy Bauza, Franklin Jovani Martínez, Keriel Quiroz Sr., Axel Rafael Quezada Fulgencio, José Carlos García, Víctor Alonso Cárdenas Ospina \| 5 \| Vice versa Rauw Alejandro \| \| La historia El Taiger feat. DJ Conds Javier Conde Alonso Sr., José Manuel Carvajal Zaldivar \| 6 \| 11 razones Aitana \| \| Loco Justin Quiles feat. Chimbala & Zion y Lennox Justin Rafael Quiles Rivera, Santiago Alexander de Jesús Montero, Felix Gerardo Ortiz Torres, Gabriel Enrique Pizarro, Bryan Peguero Reyes, Leury José Tejeda Brito, Norman Melecio Vazquez \| 7 \| Sour Olivia Rodrigo \| \| Yonaguni Bad Bunny Benito Antonio Martínez Ocasio, Samuel David Jimenez, Omar Xavier Rivera-Maldonado, Leutrim Beqiri, Amritvir Singh, Marcos Efraín Masís Fernández \| 8 \| Cada vez cadáver Fito y Fitipaldis \| \| Mon amour (Remix) Zzoilo feat. Aitana Víctor Galindo Bovea, Zoilo Tuñón Rosa, Aitana Ocaña Morales \| 9 \| El último tour del mundo Bad Bunny \| \| ¿Qué más pues? J. Balvin feat. Maria Becerra Alejandro Ramírez Suarez, Kevyn Mauricio Cruz Moreno, Juan Camilo Vargas Vasquez, Jeff Kleinman, José Álvaro Osorio Balvin, María de los Angeles Becerra \| 10 \| Afrodisíaco Rauw Alejandro \| |                                       |                                       |                                       |          |
| ← 2020 |                                       |                                       |                                       | → 2022 → |
| Singles | Position#                             | Alben                                 |                                       |          |
| Todo de ti Rauw Alejandro Rafael Enrique Pabón Navedo, Raul Alejandro Ocasio Ruiz, Luis Jonuel González, Carlos Orlando Navarro Huertas, Eric-Luis Pérez Rovira, José Manuel Collazo Denis | 1                                     | El Madrileño C. Tangana               |                                       |          |
| Pareja del año Sebastián Yatra & Myke Towers Mauricio Rengifo, Andrés Torres, Orlando Jovani Cepeda Matos, Sebastián Obando Giraldo, Michael Anthony Torres Monge, José M. Reyes Díaz | 2                                     | Mis manos Camilo                      |                                       |          |
| Tiroteo (Remix) Marc Seguí feat. Rauw Alejandro y Pol Granch Evann Abel Narcisse Lacour, Jorge Emmanuel Pizzaro Ruiz, José Manuel Collazo Denis, Andrés Goiburu Fernández, Pablo Grandjean Saez, Marc Seguí Cordero, Xavier Bofill Pérez | 3                                     | Future Nostalgia Dua Lipa             |                                       |          |
| Tú me dejaste de querer C. Tangana feat. Niño de Elche & la Húngara Cristian Quirante Catalán, Javier Rodríguez de Antonio, Juan Antonio Jiménez Muñoz, Antón Álvarez Alfaro | 4                                     | Sanz Alejandro Sanz                   |                                       |          |
| Pepas Farruko Carlos Efrén Reyes Rosado, Marcos G. Pérez, Andy Bauza, Franklin Jovani Martínez, Keriel Quiroz Sr., Axel Rafael Quezada Fulgencio, José Carlos García, Víctor Alonso Cárdenas Ospina | 5                                     | Vice versa Rauw Alejandro             |                                       |          |
| La historia El Taiger feat. DJ Conds Javier Conde Alonso Sr., José Manuel Carvajal Zaldivar | 6                                     | 11 razones Aitana                     |                                       |          |
| Loco Justin Quiles feat. Chimbala & Zion y Lennox Justin Rafael Quiles Rivera, Santiago Alexander de Jesús Montero, Felix Gerardo Ortiz Torres, Gabriel Enrique Pizarro, Bryan Peguero Reyes, Leury José Tejeda Brito, Norman Melecio Vazquez | 7                                     | Sour Olivia Rodrigo                   |                                       |          |
| Yonaguni Bad Bunny Benito Antonio Martínez Ocasio, Samuel David Jimenez, Omar Xavier Rivera-Maldonado, Leutrim Beqiri, Amritvir Singh, Marcos Efraín Masís Fernández | 8                                     | Cada vez cadáver Fito y Fitipaldis    |                                       |          |
| Mon amour (Remix) Zzoilo feat. Aitana Víctor Galindo Bovea, Zoilo Tuñón Rosa, Aitana Ocaña Morales | 9                                     | El último tour del mundo Bad Bunny    |                                       |          |
| ¿Qué más pues? J. Balvin feat. Maria Becerra Alejandro Ramírez Suarez, Kevyn Mauricio Cruz Moreno, Juan Camilo Vargas Vasquez, Jeff Kleinman, José Álvaro Osorio Balvin, María de los Angeles Becerra | 10                                    | Afrodisíaco Rauw Alejandro            |                                       |          |